# Germania de Est la Jocurile Olimpice
Germania de Est a participat la Jocurile Olimpice în nume propriu de la ediția de iarnă din 1968 de la Grenoble până la ediția de vară din 1988 de la Seul, cu excepția ediției de vară din 1984 de la Los Angeles, pe care a boicotat-o. Codul CIO era GDR.

## Medalii după olimpiadă

### Medalii la Jocurile de vară
| Ediție                | Sportivi                               | Aur                                    | Argint                                 | Bronz                                  | Total                                  | Loc                                    |
| 1896–1936             | ca parte Germaniei                     | ca parte Germaniei                     | ca parte Germaniei                     | ca parte Germaniei                     | ca parte Germaniei                     | ca parte Germaniei                     |
| 1948–1952             | nu a participat                        | nu a participat                        | nu a participat                        | nu a participat                        | nu a participat                        | nu a participat                        |
| 1956–1964             | ca parte Echipei Unificate a Germaniei | ca parte Echipei Unificate a Germaniei | ca parte Echipei Unificate a Germaniei | ca parte Echipei Unificate a Germaniei | ca parte Echipei Unificate a Germaniei | ca parte Echipei Unificate a Germaniei |
| Ciudad de México 1968 | 226                                    | 9                                      | 9                                      | 7                                      | 25                                     | 5                                      |
| München 1972          | 297                                    | 20                                     | 23                                     | 23                                     | 66                                     | 3                                      |
| Montreal 1976         | 267                                    | 40                                     | 25                                     | 25                                     | 90                                     | 2                                      |
| Moscova 1980          | 345                                    | 47                                     | 37                                     | 42                                     | 126                                    | 2                                      |
| Los Angeles 1984      | nu a participat                        | nu a participat                        | nu a participat                        | nu a participat                        | nu a participat                        | nu a participat                        |
| Seul 1988             | 259                                    | 37                                     | 35                                     | 30                                     | 102                                    | 2                                      |
| 1992–prezent          | ca parte a Germaniei                   | ca parte a Germaniei                   | ca parte a Germaniei                   | ca parte a Germaniei                   | ca parte a Germaniei                   | ca parte a Germaniei                   |
| Total                 | Total                                  | 153                                    | 129                                    | 127                                    | 409                                    | 9                                      |

### Medalii la Jocurile Olimpice de iarnă
| Ediție           | Sportivi                                 | Aur                                      | Argint                                   | Bronz                                    | Total                                    | Loc                                      |
| 1924–1936        | ca parte a Germaniei                     | ca parte a Germaniei                     | ca parte a Germaniei                     | ca parte a Germaniei                     | ca parte a Germaniei                     | ca parte a Germaniei                     |
| 1948–1952        | nu a participat                          | nu a participat                          | nu a participat                          | nu a participat                          | nu a participat                          | nu a participat                          |
| 1956–1964        | ca parte a Echipei Unificate a Germaniei | ca parte a Echipei Unificate a Germaniei | ca parte a Echipei Unificate a Germaniei | ca parte a Echipei Unificate a Germaniei | ca parte a Echipei Unificate a Germaniei | ca parte a Echipei Unificate a Germaniei |
| Grenoble 1968    | 57                                       | 1                                        | 2                                        | 2                                        | 5                                        | 10                                       |
| Sapporo 1972     | 42                                       | 4                                        | 3                                        | 7                                        | 14                                       | 2                                        |
| Innsbruck 1976   | 59                                       | 7                                        | 5                                        | 7                                        | 19                                       | 2                                        |
| Lake Placid 1980 | 53                                       | 9                                        | 7                                        | 7                                        | 23                                       | 2                                        |
| Sarajevo 1984    | 56                                       | 9                                        | 9                                        | 6                                        | 24                                       | 1                                        |
| Calgary 1988     | 53                                       | 9                                        | 10                                       | 6                                        | 25                                       | 2                                        |
| 1992–prezent     | ca parte a Germaniei                     | ca parte a Germaniei                     | ca parte a Germaniei                     | ca parte a Germaniei                     | ca parte a Germaniei                     | ca parte a Germaniei                     |
| Total            | Total                                    | 39                                       | 36                                       | 35                                       | 110                                      | 11                                       |

## Sportivii cei mai medaliați
| Sportiv        | Sport          | Ediții           | Aur | Argint | Bronz | Total |
| Kristin Otto   | Natație        | 1988             | 6   | 0      | 0     | 6     |
| Kornelia Ender | Natație        | 1972, 1976       | 4   | 4      | 0     | 8     |
| Roland Matthes | Natație        | 1968, 1972, 1976 | 4   | 2      | 2     | 8     |
| Karin Enke     | Patinaj viteză | 1980, 1984, 1988 | 3   | 4      | 1     | 8     |